# Shirazstadion
Het Shirazstadion of Mianroodstadion is een voetbalstadion in het zuiden van de Iraanse stad Shiraz. Het heeft een capaciteit van 50.000 zitplaatsen en vervangt het oude Hafeziehstadion.
De plannen voor de bouw startten in 1995 en in 1997 ging de eerste schop de grond in. De bouw is sindsdien verschillende malen stilgelegd, zodat het project zich meer dan 15 jaar voortsleepte. Het stadion is in 2017 geopend.